# Mount Elsay
Der Mount Elsay ist ein 1419 m hoher Berg mit einer Schartenhöhe von 254 m im Südwesten der kanadischen Provinz British Columbia.

## Geographie
Der Mount Elsay liegt nahezu im Mittelpunkt des Mount Seymour Provincial Park im District of North Vancouver. Er ist Teil der North Shore Mountains und ragt an den Ufern des Indian Arm auf.
Der Berg wird im Norden vom Mount Bishop und vom Elsay Lake flankiert, im Süden von Mount Seymour und Runner Peak. Er liegt einigermaßen abseits und sollte nur mit Vorsicht und Erfahrung aufgesucht werden.

## Geschichte
Der Mount Elsay ist nach dem nahegelegenen Elsay Lake und dem Elsay Creek benannt. Es wird angenommen, dass die Namen von einem schottischen Siedler stammen und sich möglicherweise auf einen Flurnamen in Schottland beziehen.
Ein verbreiteter Irrglaube ist, dass der Mt. Elsay ursprünglich Mt. Jarrett hieß und zu Ehren von George Jarrett benannt wurde, einem Südafrikaner, der 1909 der erste Geschäftsführer des British Columbia Mountaineering Club (BCMC) war. Tatsächlich wurde der Name Jarrett für einen nördlich gelegenen nahen Gipfel verwendet, der gelegentlich Deacon Peak genannt wird.
Der erste dokumentierte Aufstieg auf den Elsay geschah am 6. Mai 1923 durch eine Gruppe von 29 Wanderern des BCMC, geführt vom legendären BCMC-Direktor Tom Fyles (1887–1979; der Mount Fyles nahe Bella Coola ist nach ihm benannt); die Gruppe kam vom Mount Seymour und suchte anschließend den Runner Peak auf.
Am 28. April 1947 verschwand eine Lockheed 18 Lodestar Fin 53 mit der Kennung CF-TDF von Trans-Canada Air Lines (heute Air Canada) mit 15 Personen an Bord im Südwesten von British Columbia; es gab keine Überlebenden. Der Unglücksort wurde erst 47 Jahre später im September 1994 am Mount Elsay entdeckt.

## Wanderrouten
Anders als der nahegelegene Mount Seymour wird der Mount Elsay nicht allzu oft von Wanderern aufgesucht. Am beliebtesten sind zwei Routen; die beste Wandrung bietet der Zugang über die eine und der Abschluss über die andere Route. Den West Trail erreicht man durch Wandern in Richtung Mount Seymour, um anschließend nach links (westwärts) in Richtung des Sattels zwischen dem Second Peak und dem Third Peak abzubiegen. Eine spärlich mit Bändern markierte unebene Route führt um die Westflanke des Mount Seymour, quer durch die Rinne unterhalb des Runner Peak, dann aufwärts zu dem Grat und über eine Felswand zum Gipfel. Als Alternative führt der Elsay Lake Trail zum Osten des Mount Seymour, quer über verschiedene Felsstürze, dann eine große Geröllhalde aufwärts (die nach rechts zum unteren Ende des Grates führt), um schließlich an der Südschulter des Berges mit der anderen Route zusammenzutreffen. Die Route zu den Vicar Lakes, zum Mount Bishop und der Indian Arm Trail führen nach links und kurz nach Beginn des Grates auf den Gipfel des Mount Elsay.